# Allgott & Villgott
Allgott & Villgott är en scenduo med två figurer som spelas av Reine Svensson (Allgott) och Håkan Eskilsson (Villgott). Allgott & Villgott är familjeunderhållning från scen baserad på sånglekar och clowneri.

## Historik
Allgott & Villgott bildades 1987 då nöjesparken Liseberg i Göteborg sökte ambulerande underhållare. Nuvarande medlemmarna skapade då dessa karaktärer med vita långhåriga peruker och identiska löständer. Allgott spelade på en liten gitarr (även kallad Guitalele, och Villgott spelade dragspel. Den ambulerande underhållningen utvecklades till scenshow hösten 1988. Till en början bar de likadana rosafärgade fristadskostymer. År 1994 bytte Villgott till gröna kläder, gitarren togs bort och löständerna togs ur bruk. Rikskända blev Allgott & Villgott genom sitt deltagande i TV2:s Oldsbergs Julstuga som sände tio program åren 1992 och 1993.
Allgott & Villgott barnkabaré framförde över 2000 scenshower på Liseberg mellan åren 1988 och 1999. Denna gästades bland annat av Wic Mac/Charlie Häckner och Max Milton. Allgott & Villgott tältar är en installation där Allgott & Villgott tältar på vattnet. Visades bland annat vid målgången av Volvo Ocean Race i Göteborg 2005 och i TV2:s Allsång på Skansen 2006.
Allgotts & Villgotts barnkabaré turnerar över hela Sverige. På vintern byter barnkabarén skepnad till snökabaré.

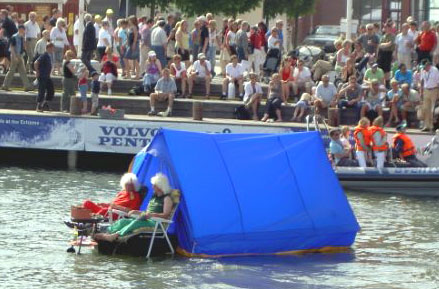
Allgott & Villgott tältar

Håkan Eskilsson har studerat musik på Musikhögskolan i Göteborg samt studerat till clown på Teaterhögskolan i Stockholm.

## Diskografi
- Allgott & Villgott barnkassett 1989
- Kompis med Allgott & Villgott 1992
- Allgott & Villgott makaroner 1997

## DVD
- Allgott & Villgott Singalong 1994
- Allgott & Villgott, Barn på stan 1998
- Allgott & Villgott, mer barn på stan 2003